# Psammohydra nanna
Psammohydra nanna is een hydroïdpoliep uit de familie Boreohydridae. De poliep komt uit het geslacht Psammohydra. Psammohydra nanna werd in 1950 voor het eerst wetenschappelijk beschreven door Schulz. 